# Conrad Engelbert Oelsner
Pour les articles homonymes, voir Oelsner.
Conrad Engelbert Oelsner est un homme politique et journaliste franco-allemand né le 11 mai 1764 (ou le 13 mai 1764) à Złotoryja et mort le 21 octobre 1828 à Paris. Il fut particulièrement actif pendant la Révolution française. Il est par ailleurs le père de Gustave Oelsner-Monmerqué, homme de lettres.